# Nuoto ai Giochi della XXVII Olimpiade - Staffetta 4x200 metri stile libero femminile
Si sono svolte 2 batterie di qualificazione. Le prime 8 squadre si sono qualificati direttamente per la finale.

## Batterie
19 settembre 2000

### 1ª batteria
| Posizione | Atleta                                                             | Paese       | Tempo        |
| --------- | ------------------------------------------------------------------ | ----------- | ------------ |
| 1         | Elka Graham, Kirsten Thomson, Jacinta van Lint e Giaan Rooney      | Australia   | 8:03.26      |
| 2         | Solenne Figuès, Laetitia Choux, Katarin Quelennec e Alicia Bozon   | Francia     | 8:07.03      |
| 3         | Jessica Deglau, Shannon Shakespeare, Katie Brambley e Jen Button   | Canada      | 8:07.12      |
| 4         | Claire Huddart, Karen Legg, Nicola Jackson e Janine Belton         | Regno Unito | 8:07.41      |
| 5         | Carla Geurts, Chantal Groot, Haike van Stralen e Manon van Rooijen | Paesi Bassi | 8:08.53      |
| 6         | Laura Roca, Angels Bardina, Natalia Cabrerizo e Paula Carballido   | Spagna      | 8:13.82      |
| -         | ---, ---, --- e ---                                                | Ucraina     | Squalificata |

### 2ª batteria
| Posizione | Atleta                                                                             | Paese        | Tempo   |
| --------- | ---------------------------------------------------------------------------------- | ------------ | ------- |
| 1         | Samantha Arsenault, Julia Stowers, Kim Black e Diana Munz                          | Stati Uniti  | 8:01.69 |
| 2         | Camelia Potec, Carmen Herea, Lorena Diaconescu e Simona Păduraru                   | Romania      | 8:25.24 |
| 3         | Cecilia Vianini, Luisa Striani, Sara Parise e Sara Goffi                           | Italia       | 8:06.18 |
| 4         | Britta Steffen, Sara Harstick, Meike Freitag e Antje Buschschulte                  | Germania     | 8:06.52 |
| 5         | Wang Luna, Chen Yan, Sun Dan e Yang Yu                                             | Cina         | 8:07.69 |
| 6         | Yulia Fomenko, Irina Oufimtseva, Lioubov Yudina e Nadejda Chemezova                | Russia       | 8:08.03 |
| 7         | Nina van Koeckhoven, Yseult Gervy, Fabienne Dufour e Sofie Goffin                  | Belgio       | 8:12.37 |
| 8         | Anna Korshikova, Anjelika Solovieva, Yekaterina Tochenaya e Nataliya Korabelnikova | Kirghizistan | 8:41.21 |

## Finale
19 settembre 2000
| Posizione | Atleta                                                                      | Paese       | Tempo      |
| --------- | --------------------------------------------------------------------------- | ----------- | ---------- |
|           | Samantha Arsenault, Diana Munz, Lindsay Benko e Jenny Thompson              | Stati Uniti | 7:57.80 RO |
|           | Susie O'Neill, Giaan Rooney, Kirsten Thomson e Petria Thomas                | Australia   | 7:58.52    |
|           | Franziska van Almsick, Antje Buschschulte, Sara Harstick e Kerstin Kielgass | Germania    | 7:58.64    |
| 4         | Camelia Potec, Simona Păduraru, Lorena Diaconescu e Beatrice Căslaru        | Romania     | 8:01.63    |
| 5         | Marianne Limpert, Shannon Shakespeare, Joanne Malar e Jessica Deglau        | Canada      | 8:02.65    |
| 6         | Nicola Jackson, Karen Legg, Janine Belton e Karen Pickering                 | Regno Unito | 8:03.69    |
| 7         | Sara Parise, Cecilia Vianini, Luisa Striani e Sara Goffi                    | Italia      | 8:04.68    |
| 8         | Solenne Figuès, Laetitia Choux, Katarin Quelennec e Alicia Bozon            | Francia     | 8:05.99    |